# Деште-Кевір

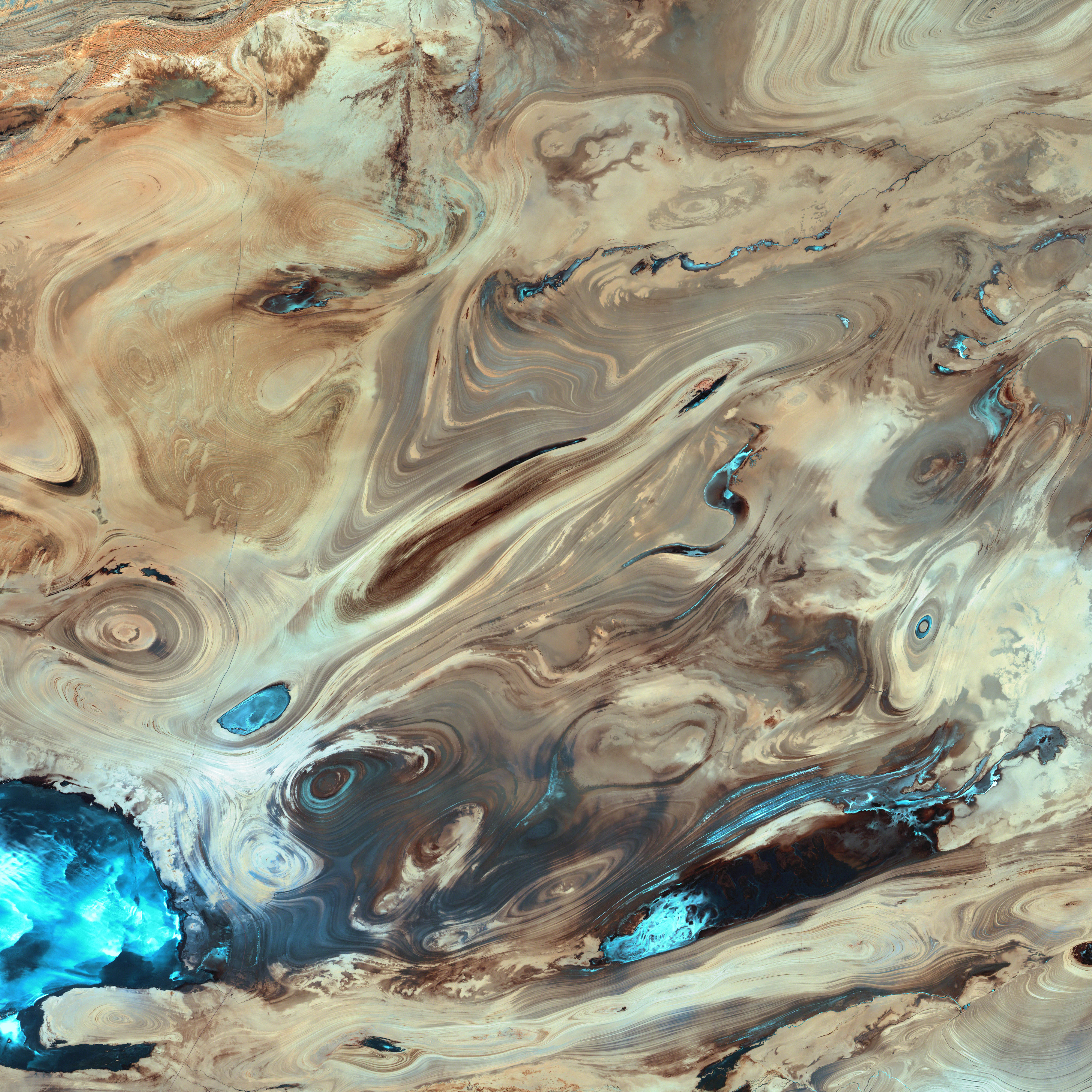
Пустеля Деште-Кевір

Де́ште-Кеві́р (Велика Соляна пустеля) (перс. دشت كوير) — солончакова пустеля на Близькому Сході, у північній частині Іранського нагір'я в центрі Ірану.
Довжина близько 800 км, ширина до 350 км, площа близько 55 000 км². Пустеля тягнеться від південного схилу Ельбурсу на північному заході та солончаку Дер'ячейє-Нємєк на заході до пустелі Деште-Лут на південному сході. Складається з ряду западин (висота 600—800 м), зайнятих глинистими такирами, кірковими солончаками, а на периферії — пересихаючими солоними болотами («кевірами»), озерами та масивами пісків.